# Nobitz
Nobitz es un municipio situado en el distrito de Altenburgo, en el estado federado de Turingia (Alemania), a una altitud de 180 metros. Su población a finales de 2016 era de unos 6000 habitantes y su densidad poblacional, 86 hab/km².
Dentro del distrito, Nobitz no forma parte de ninguna mancomunidad (Verwaltungsgemeinschaft), pero su ayuntamiento ejerce las funciones de una mancomunidad para los vecinos municipios de Göpfersdorf y Langenleuba-Niederhain.

## Historia
Dentro del Imperio alemán (1871-1918), Nobitz formaba parte del Ducado de Sajonia-Altemburgo. Durante la época de la Alemania oriental era parte de la división administrativa de Leipzig.

## Localidades
El término municipal de Nobitz se extiende por diversas áreas periféricas del sur y este de la ciudad de Altemburgo, y está formado por numerosas localidades que en algunos casos están separadas entre sí por áreas de la capital distrital. En la propia localidad de Nobitz solamente viven algo menos de mil habitantes de los siete mil que viven en el término municipal. En la siguiente tabla se muestran los municipios que se han ido incorporando a Nobitz desde 1926:

Mapa del término municipal de Nobitz.

| Anexión               | Localidad | Habitantes (2013)                                                              |
| --------------------- | --- | ------------------------------------------------------------------------------ |
|                       | Nobitz | 870                                                                            |
| 1926                  | Niederleupten | 182                                                                            |
| 1. julio 1950         | Münsa (con Polnischer Hütte) | 86                                                                             |
| 1. enero 1960         | Kotteritz | 158                                                                            |
| 1. enero 1973         | Klausa 0Garbus | 354 41                                                                         |
| 1. enero 1973         | Oberleupten 0Priefel 0Hauersdorf | 68 6 39                                                                        |
| 6. mayo de 1993       | Wilchwitz 0Kraschwitz | 475 91                                                                         |
| 8. marzo de 1994      | Ehrenhain (con Heiersdorf) 0Nirkendorf 0Oberarnsdorf 0Dippelsdorf | 798 104 109 48                                                                 |
| 31. diciembre de 2012 | Saara 0Bornshain 0Burkersdorf 0Gardschütz 0Gieba 0Gleina 0Goldschau 0Gösdorf 0Großmecka (mit Kleinmecka) 0Heiligenleichnam 0Kaimnitz 0Lehndorf 0Löhmigen 0Löpitz 0Maltis 0Mockern 0Podelwitz 0Runsdorf 0Selleris 0Taupadel 0Tautenhain 0Zehma (mit Friedrichslust) 0Zumroda 0Zürchau | 201 147 96 60 68 84 86 94 28 41 14 227 75 8 49 507 199 82 94 202 34 235 83 126 |
| 6. julio 2018         | Frohnsdorf (con Wiesebach) | 246                                                                            |
| 6. julio 2018         | Jückelberg 0Flemmingen 0Wolperndorf | 30 180 80                                                                      |
| 6. julio 2018         | Ziegelheim (con Thiergarten) 0Engertsdorf (con Heiersdorf) 0Gähsnitz 0Niederarnsdorf 0Uhlmannsdorf | 500 180 50 60                                                                  |